# Borca (Neamț)
Borca es una comuna ubicada en el distrito de Neamț, Rumania.

## Superficie
Posee una superficie de 205,2 kilómetros cuadrados.

## Demografía
Hasta 2021 la población era de 5860 habitantes, con una densidad de población de 28,56 habitantes por kilómetro cuadrado.